# Robert Kościelniakowski
Robert Tomasz Kościelniakowski (Varsavia, 3 maggio 1964) è un ex schermidore polacco, vincitore di una medaglia d'argento ed una di bronzo ai campionati mondiali di scherma.